# Übereinkommen zur einheitlichen Feststellung von Regeln über den Zusammenstoß von Schiffen
Das Internationale Übereinkommen vom 23. September 1910 zur einheitlichen Feststellung bestimmter Regeln über den Zusammenstoß von Schiffen ist ein internationales Abkommen, das die Grundsätze sowie Verteilung des Schadenersatzes bei Schiffszusammenstössen regelt.

## Inhalt
Auf Initiative des Comité Maritime International wurde die Erste Diplomatische Seerechtkonferenz in Brüssel einberufen. Diese verabschiedete am 23. September 1910 zwei Übereinkommen, die in Kurzform auch als Brüsseler Abkommen von 1910 bezeichnet werden. Beide Verträge zählen zu den ältesten noch in Kraft befindlichen Seerechtsabkommen.
```
A: 
Übereinkommen zur einheitlichen Feststellung von Regeln über den Zusammenstoß von Schiffen

B: 
Übereinkommen zur einheitlichen Feststellung von Regeln über die Hilfeleistung und Bergung in Seenot
```

Das Übereinkommen A umfasst 17 Artikel und einen Zusatzartikel, in denen unter anderem grundsätzlich geregelt wird, auf welche Schiffe und in welchen Gewässern das Übereinkommen nach einem Zusammenstoß angewendet werden darf, wie lange und unter welchen Bedingungen ein Anspruch auf Schadenersatz zustande kommt und nach welchem Grundsatz sich eine beidseitige anteilige Schuld an einem Zusammenstoß auf das Verhältnis des jeweiligen Schadenersatzanteils auswirkt. Ferner definiert das Übereinkommen die Regeln, welche nach einem Zusammenstoß einzuhalten sind sowie den Austausch der Namen, Heimat- und Bestimmungshäfen der beteiligten Schiffe. Größere Bedeutung bekommt das Übereinkommen durch seine Fixierung der Pflicht zur gegenseitigen Hilfeleistung nach einem Schiffszusammenstoß.
Depositar ist die belgische Regierung.